# Willem Jacob Luyten
Willem Jacob Luyten (Semarang, 7 marzo 1899 – Minneapolis, 21 novembre 1994) è stato un astronomo statunitense di origine olandese.
Lavorò al Lick Observatory e all'Harvard College Observatory. Insegnò all'Università del Minnesota.  
Studiò il moto proprio delle stelle, scoprì molte nane bianche e compilò numerosi cataloghi.
La stella di Luyten, una delle stelle più vicine al Sole, fu scoperta da lui.

## Riconoscimenti
Luyten vinse la James Craig Watson Medal nel 1964 e la Bruce Medal nel 1968.  
Gli è stato dedicato un asteroide, 1964 Luyten.